# Palicourea condorica
Palicourea condorica är en måreväxtart som beskrevs av Charlotte M. Taylor. Palicourea condorica ingår i släktet Palicourea och familjen måreväxter. Inga underarter finns listade i Catalogue of Life.